# Лайян
Лайян (кит. спр. 莱阳市, піньїнь: Láiyáng Shì) — місто-повіт в центральнокитайській провінції Шаньдун, складова міста Яньтай.

## Географія
Лайян лежить на заході південної частини Яньтаю і виходить до Жовтого моря.

### Клімат
Місто знаходиться у зоні, котра характеризується вологим континентальним кліматом зі спекотним літом. Найтепліший місяць — липень із середньою температурою 25 °C (77 °F). Найхолодніший місяць — січень, із середньою температурою -3.3 °С (26 °F).
| Клімат Лайяна           | Клімат Лайяна | Клімат Лайяна | Клімат Лайяна | Клімат Лайяна | Клімат Лайяна | Клімат Лайяна | Клімат Лайяна | Клімат Лайяна | Клімат Лайяна | Клімат Лайяна | Клімат Лайяна | Клімат Лайяна | Клімат Лайяна |
| Показник                | Січ.          | Лют.          | Бер.          | Квіт.         | Трав.         | Черв.         | Лип.          | Серп.         | Вер.          | Жовт.         | Лист.         | Груд.         | Рік           |
| Середня температура, °C | −3            | −1            | 3             | 11            | 17            | 22            | 25            | 25            | 19            | 13            | 5             | 0             | 11            |
| Норма опадів, мм        | 9             | 9             | 16            | 36            | 47            | 74            | 209           | 167           | 85            | 34            | 22            | 11            | 717           |
| ----------------------- | ------------- | ------------- | ------------- | ------------- | ------------- | ------------- | ------------- | ------------- | ------------- | ------------- | ------------- | ------------- | ------------- |
| Джерело: Weatherbase    |               |               |               |               |               |               |               |               |               |               |               |               |               |